# Gorenje Kamence
Gorenje Kamence je naselje u slovenskoj Općini Novom Mestu. Gorenje Kamence se nalazi u pokrajini Dolenjskoj i statističkoj regiji Jugoistočnoj Sloveniji. 

## Stanovništvo
Prema popisu stanovništva iz 2002. godine naselje je imalo 129 stanovnika.